# Audi TT
Audi TT – samochód osobowy klasy kompaktowej produkowany pod niemiecką marką Audi w latach 1998–2023.

## Pierwsza generacja

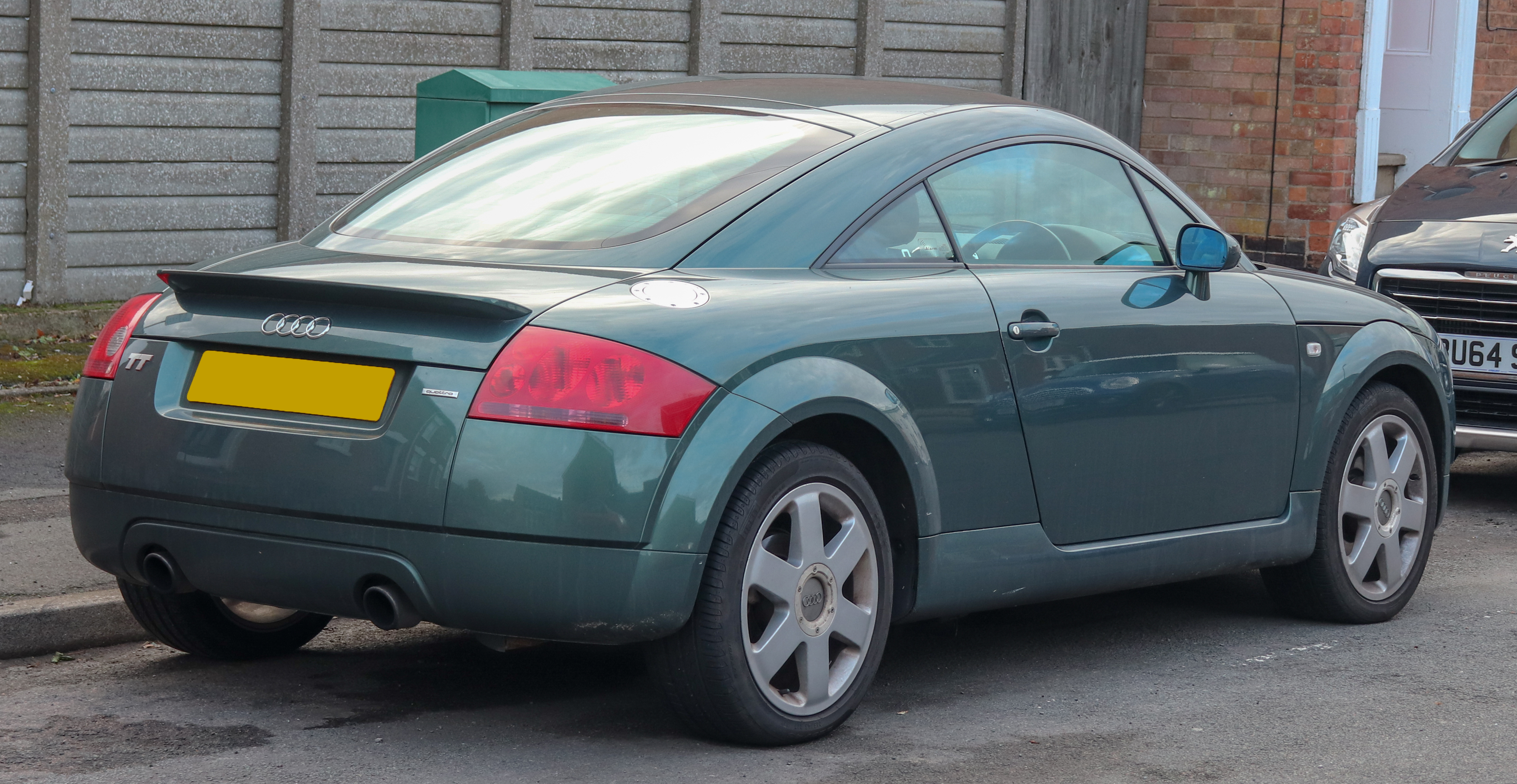
Audi TT I (8N) – tył

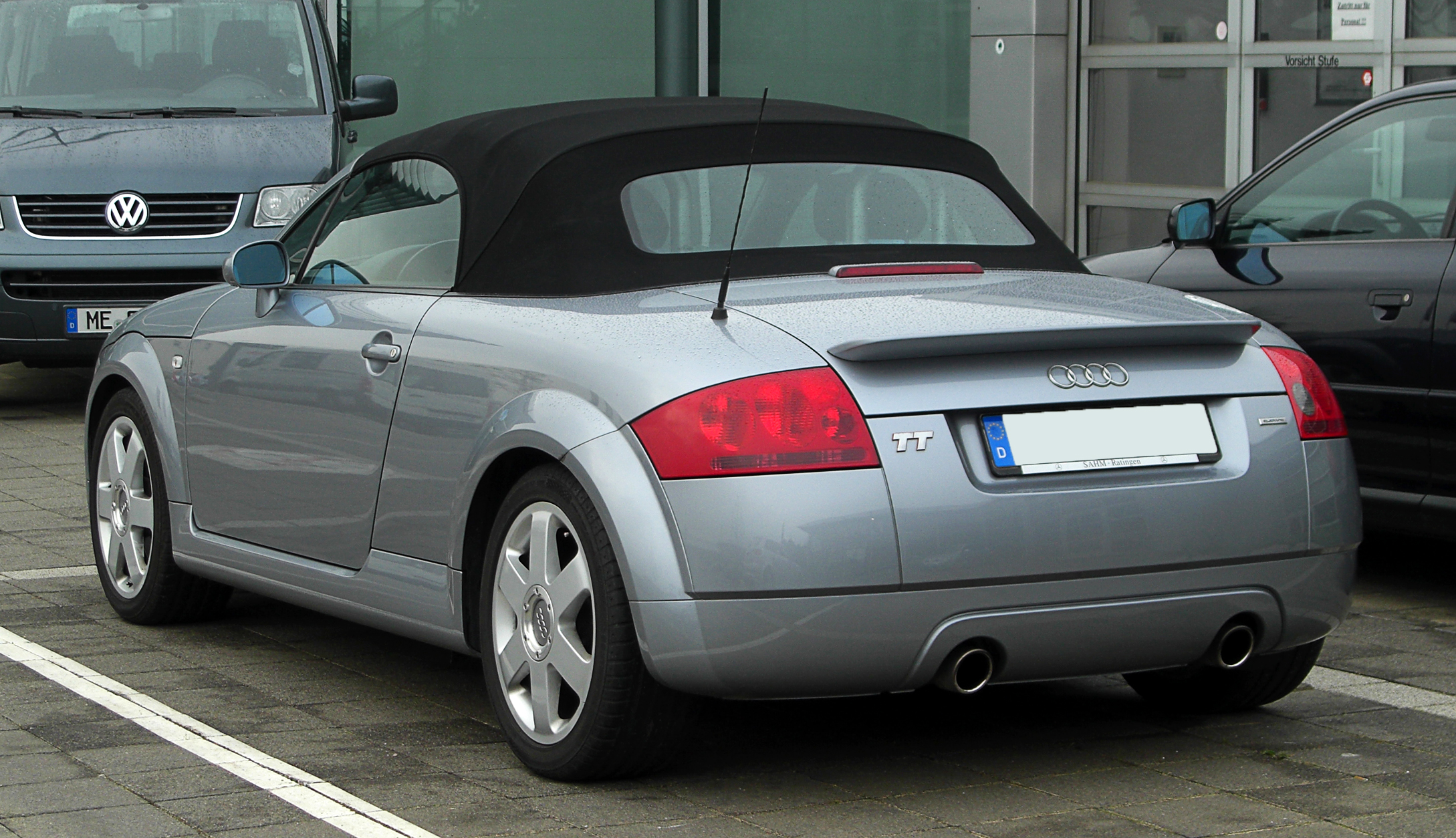
Audi TT Roadster I (8N)

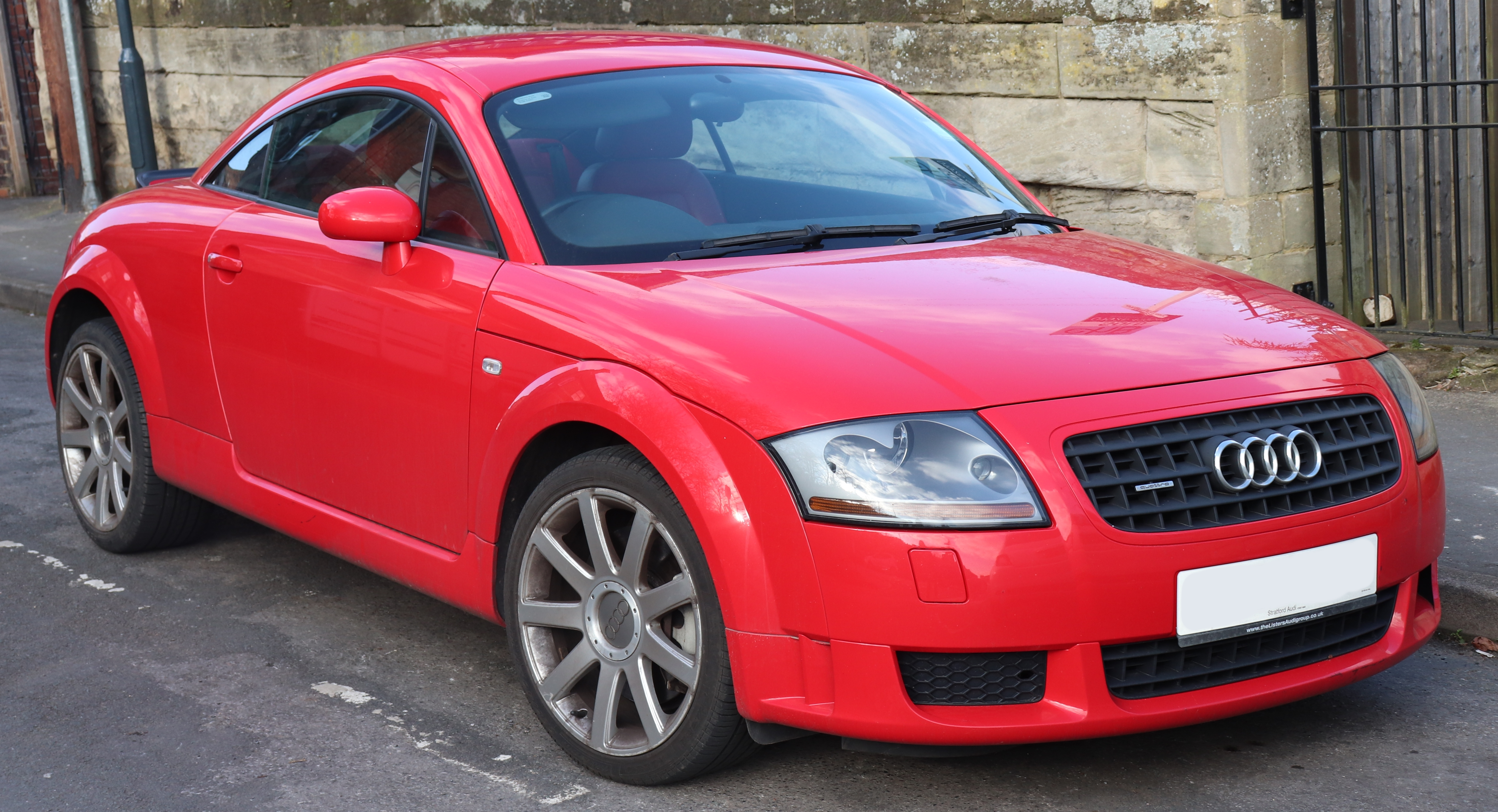
Audi TT I (8N) po liftingu

Audi TT I zostało zaprezentowane po raz pierwszy w październiku 1998 roku.
Pierwszy w historii Audi kompaktowy samochód sportowy trafił do sprzedaży jesienią 1998 roku, krótko po premierze. Samochód bazuje na płycie podłogowej wspólnej m.in. z Volkswagenem Golfem i Skodą Octavią. Początkowo oferowany był z 20-zaworowym, doładowanym silnikiem o pojemności 1,8 w dwóch wersjach o mocy 180 KM, z napędem na przednią oś lub 225 KM z napędem na cztery koła. Mocniejsza wersja różniła się od podstawowej większą turbosprężarką, zmodyfikowanym układem wydechowym oraz dodatkowym intercoolerem.
W 1999 roku na rynek wprowadzono wersję roadster dostępną z tymi samymi silnikami. Na przełomie lat 1999/2000 poprawiono właściwości jezdne TT-tki instalując tylny spojler, montując standardowo ESP oraz skorygowano ustawienia zawieszenia, by zmniejszyć nadsterowność samochodu pojawiającą się podczas szybkich zmian kierunku przy prędkościach przekraczających 160 km/h. Nowy silnik VR6 o pojemności 3.2 i mocy 250 KM wprowadzono do palety silnikowej w 2003 roku, a rok później wprowadzono nową skrzynię biegów S tronic, która charakteryzowała się skróceniem czasu zmiany przełożeń.
Na początku 2005 roku, Audi zaprezentowało limitowaną wersję TT Coupe quattro Sport. W tej wersji wprowadzono kilka zmian mających na celu redukcję wagi, np. lekkie kubełkowe fotele Recaro i brak kanapy z tyłu. W efekcie TT Coupe Quattro Sport ważyło o 75 kilogramów mniej od bazowej wersji 1.8T 225 KM. Jednocześnie podniesiono moc silnika 1.8T o 15 KM, z 225 KM na 240 KM, czyniąc go najmocniejszą, seryjną wersją 20-zaworowego silnika 1.8T.
We wrześniu 2005 roku zwiększono moce silników 1.8T. Wersję 150 KM zastąpiła wersja 163 KM, natomiast wersję 180 KM zastąpiono wersją 190 KM.
Napęd quattro w Audi TT jest realizowany przez sprzęgło Haldex (automatycznie załączane). Standardowo quattro montowano w wersjach o mocy 225-250 KM. W wersjach 180-190 KM był dostępny za dopłatą, standardowo napędzana była przednia oś. W wersjach 150-163 KM napędzana była wyłącznie przednia oś.

### Dane techniczne[1]
- Silnik

| Silnik                 | Pojemność | Moc maksymalna                     | Maks. moment obrotowy     |
| ---------------------- | --------- | ---------------------------------- | ------------------------- |
| TT 1.8 T               | 1781 cm³  | 150 KM (110 kW) przy 5700 obr./min | 210 Nm przy 1750 obr./min |
| TT 1.8 T               | 1781 cm³  | 163 KM (120 kW) przy 5700 obr./min | 225 Nm przy 1950 obr./min |
| TT 1.8 T               | 1781 cm³  | 180 KM (132 kW) przy 5500 obr./min | 234 Nm przy 1950 obr./min |
| TT 1.8 T               | 1781 cm³  | 190 KM (140 kW) przy 5700 obr./min | 240 Nm przy 1980 obr./min |
| TT 1.8 T quattro       | 1781 cm³  | 225 KM (165 kW) przy 5900 obr./min | 280 Nm przy 2200 obr./min |
| TT 1.8 T quattro Sport | 1781 cm³  | 240 KM (176 kW) przy 5700 obr./min | 320 Nm przy 2300 obr./min |
| TT 3.2 VR6 quattro     | 3189 cm³  | 250KM (184 kW) przy 6300 obr./min  | 320 Nm przy 2500 obr./min |

- Podwozie
  - Zawieszenie przednie: wahacz poprzeczny, amortyzator teleskopowy, stabilizator poprzeczny
  - Zawieszenie tylne: oś wielowahaczowa, sprężyna śrubowa, stabilizator poprzeczny
  - Hamulce przód/tył: tarczowe wentylowane/tarczowe wentylowane
  - ABS i ASR
- Wymiary i masy
  - Rozstaw osi: 2429 mm
  - Rozstaw kół przód/tył: 1528/1505 mm
  - Masa własna: 1355−1665 kg
  - DMC: 1610−1890 kg

- Osiągi

| Silnik                 | 0–100 km/h | Prędkość maks. | Zużycie paliwa |
| ---------------------- | ---------- | -------------- | -------------- |
| TT 1.8 T (150)         | 8,9 s      | 214 km/h       | 8,2 l/100km    |
| TT 1.8 T (163)         | 8,6 s      | 224 km/h       | 8,1 l/100km    |
| TT 1.8 T (180)         | 7,4 s      | 228 km/h       | 8,1 l/100km    |
| TT 1.8 T (190)         | 7,4 s      | 234 km/h       | 8,1 l/100km    |
| TT 1.8 T quattro(225)  | 6,4 s      | 243 km/h       | 9,4 l/100km    |
| TT 1.8 T quattro Sport | 5,9 s      | 250 km/h       | 9,3 l/100km    |
| TT 3.2 VR6 quattro     | 6,4 s      | 250 km/h       | 9,8 l/100km    |

## Druga generacja

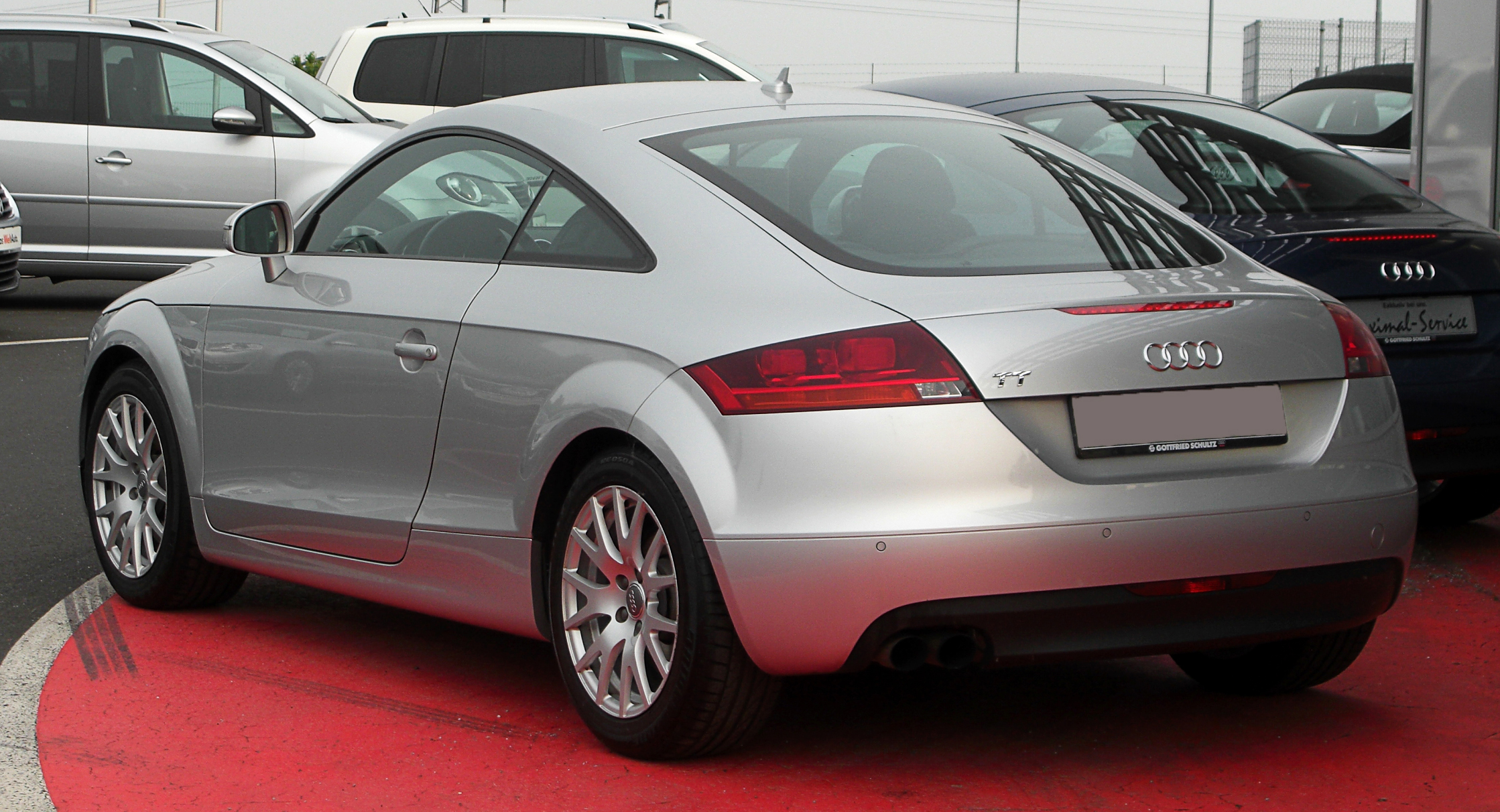
Audi TT II (8J) przed liftingiem – tył

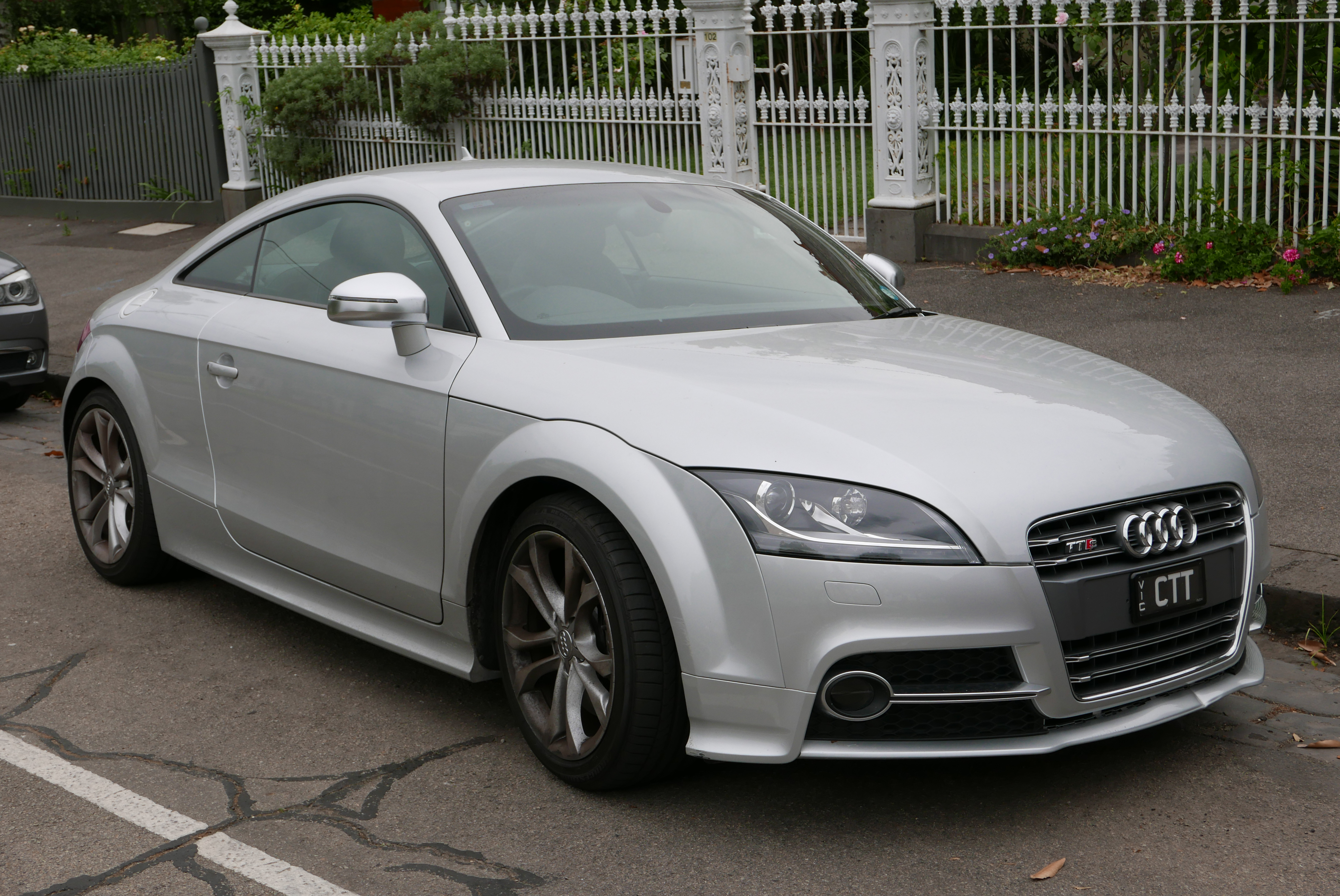
Audi TT II (8S) po liftingu

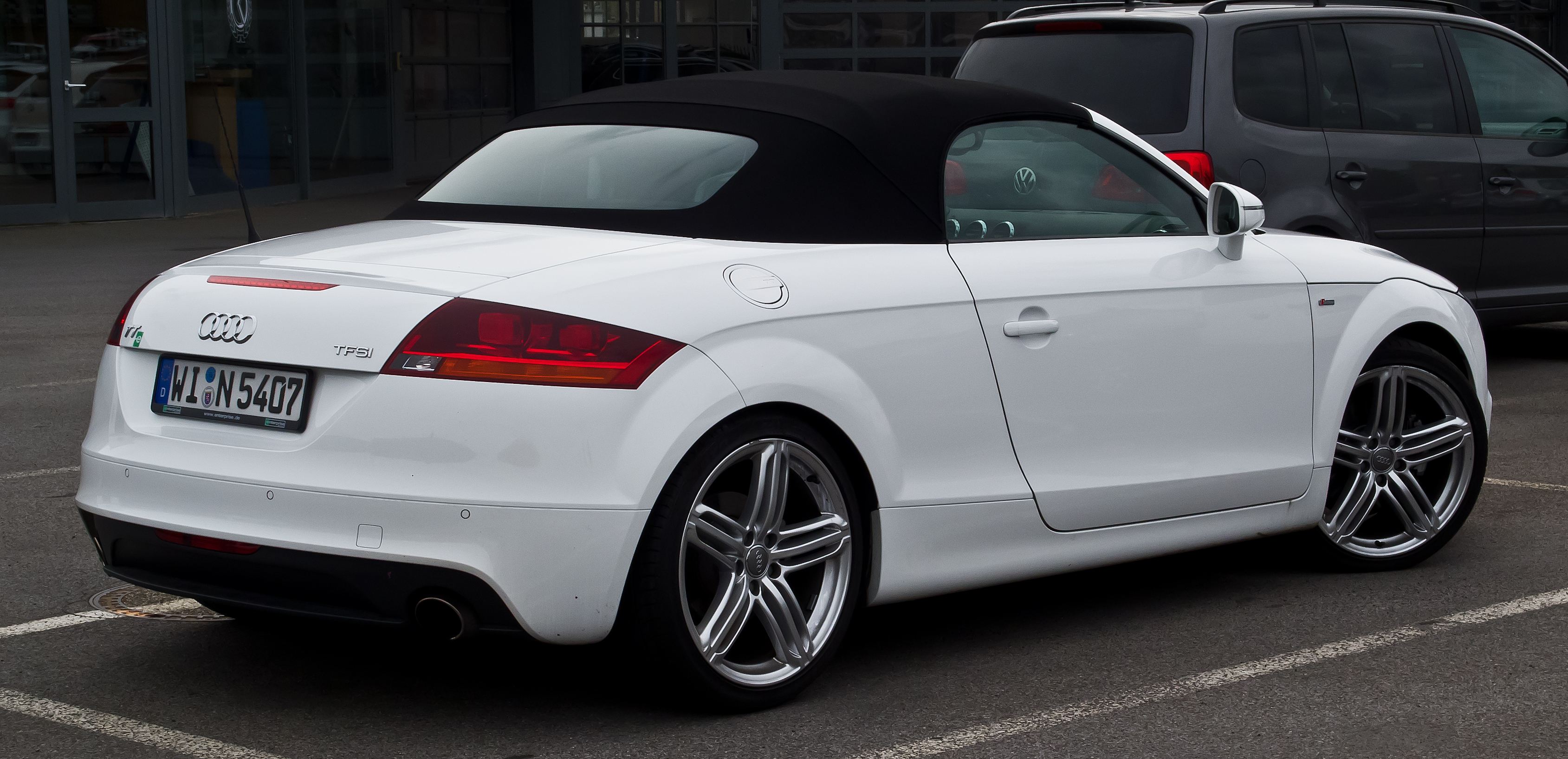
Audi TT Roadster II (8J)

Audi TT II zostało zaprezentowane po raz pierwszy w 2006 roku.
6 kwietnia 2006 roku ruszyła produkcja zupełnie nowej, drugiej generacji TT. Nowe, czteromiejscowe coupe urosło kilka centymetrów w każdą stronę, co da się odczuć we wnętrzu. Mimo to nowe TT jest lżejsze i 50% sztywniejsze niż poprzednik dzięki skonstruowaniu samochodu na bazie ramy przestrzennej. Oprócz szkieletu nośnego, 69% karoserii zostało wykonanych z aluminium. Podwozie wraz z zawieszeniem zaadaptowano z Audi A3.
Druga generacja TT oferowana była z doładowanym, dwulitrowym silnikiem o mocy 200 KM oraz z widlastym sześciocylindrowym o pojemności 3.2 i mocy 250 KM przenoszącym napęd na przednią lub obie osie. Oprócz sześciostopniowej, manualnej skrzyni biegów oferowana była także przekładnia S-Tronic. Na początku 2007 roku pojawił się TT Roadster z płóciennym dachem. W pierwszym kwartale 2009 do produkcji wprowadzono mocną, sportową wersję TT RS. Samochód napędzany był silnikiem 2.5 TFSI o mocy 340 KM.
W 2010 roku TT przeszło lifting. Zostały wprowadzone nowe silniki 2.0 w wyniku czego, moc wzrosła o dodatkowe 11 KM. Wycofany również został silnik 3.2.

### Dane techniczne
- Silnik

| Silnik                     | Pojemność | Moc maksymalna                            | Maks. moment obrotowy            |
| -------------------------- | --------- | ----------------------------------------- | -------------------------------- |
| 1.8 TFSI                   | 1798 cm³  | 160 KM (118 kW) przy 4500 – 6200 obr./min | 250 Nm przy 1500 – 4500 obr./min |
| 2.0T FSI                   | 1984 cm³  | 200 KM (147 kW) przy 5100 obr./min        | 280 Nm przy 1800 obr./min        |
| 2.0 TDI quattro            | 1968 cm³  | 170 KM (125 kW) przy 4200 obr./min        | 350 Nm przy 1750 – 2500 obr./min |
| 3.2 quattro                | 3189 cm³  | 250 KM (184 kW) przy 6300 obr./min        | 320 Nm przy 2500 obr./min        |
| 2.0 TFSI                   | 1984 cm³  | 211 KM (155 kW) przy 4300-6000 obr./min   | 350 Nm przy 1600-4200 obr./min   |
| TTS 2.0 TFSI quattro       | 1984 cm³  | 272 KM (200 kW) przy 6000 obr./min        | 350 Nm przy 2500 – 5000 obr./min |
| TTRS 2.5 TFSI quattro      | 2480 cm³  | 340 KM (250 kW) przy 5400 – 6700 obr./min | 450 Nm przy 1600 – 5300 obr./min |
| TTRS Plus 2.5 TFSI quattro | 2480 cm³  | 360 KM (265 kW) przy 5500 – 6700 obr./min | 465 Nm przy 1650 – 5400 obr./min |

- Podwozie
  - Zawieszenie przednie: wahacz poprzeczny, kolumna resorująca, stabilizator poprzeczny
  - Zawieszenie tylne: oś wielowahaczowa, sprężyna śrubowa, stabilizator poprzeczny
  - Hamulce przód/tył: tarczowe wentylowane/tarczowe wentylowane
  - ABS i ASR
- Wymiary i masy
  - Rozstaw osi: 2468 mm
  - Rozstaw kół przód/tył: 1572/1558 mm
  - Masa własna: 1335−1485 kg
  - DMC: 1660−1810 kg

- Osiągi

| Silnik                     | 0–100 km/h             | Prędkość maks. | Średnie zużycie paliwa     |
| -------------------------- | ---------------------- | -------------- | -------------------------- |
| 1.8 TFSI                   | 7,3 s                  | 226 km/h       | 6,4 l/100km                |
| 2.0T FSI                   | 6,6 s                  | 240 km/h       | 7,7 l/100km                |
| 2.0 TDI quattro            | 7,5 s                  | 226 km/h       | 5,3 l/100km                |
| 3.2 quattro                | 5,9 s                  | 247 km/h       | 10,3 l/100km               |
| 2.0 TFSI                   | 6,2 s                  | 245 km/h       | 6,6 l/100km                |
| TTS 2.0 TFSI quattro       | 5,2 s                  | 250 km/h       | 8,0 l/100km                |
| TTRS 2.5 TFSI quattro      | 4,6 s (S Tronic 4,3 s) | 250 km/h       | 9,0 l/100km (8,5 S tronic) |
| TTRS Plus 2.5 TFSI quattro | 4,3 s (S Tronic 4,1 s) | 280 km/h       | 9,0 l/100km (8,5 S tronic) |

## Trzecia generacja

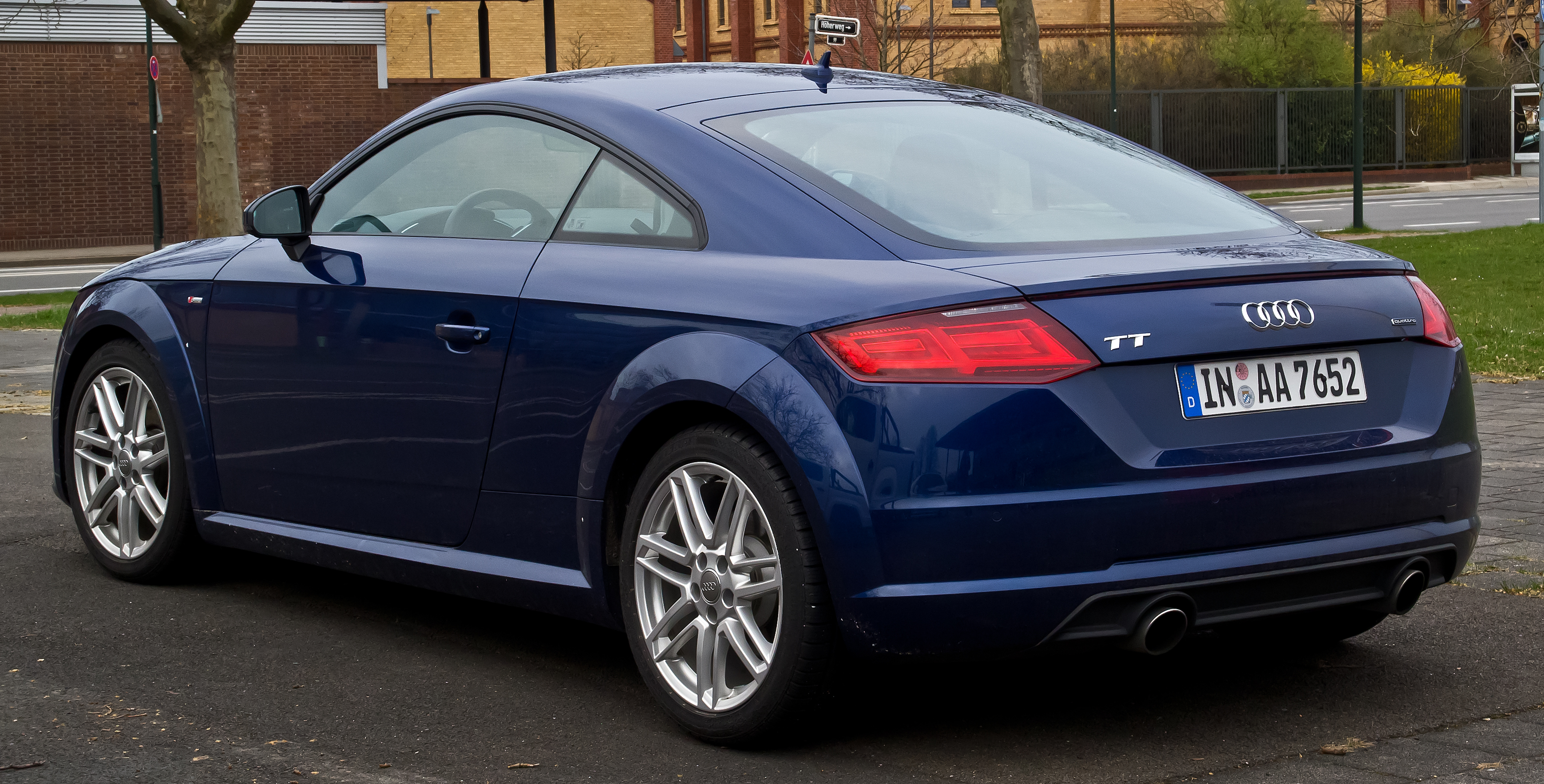
Audi TT III (8S) przed liftingiem – tył

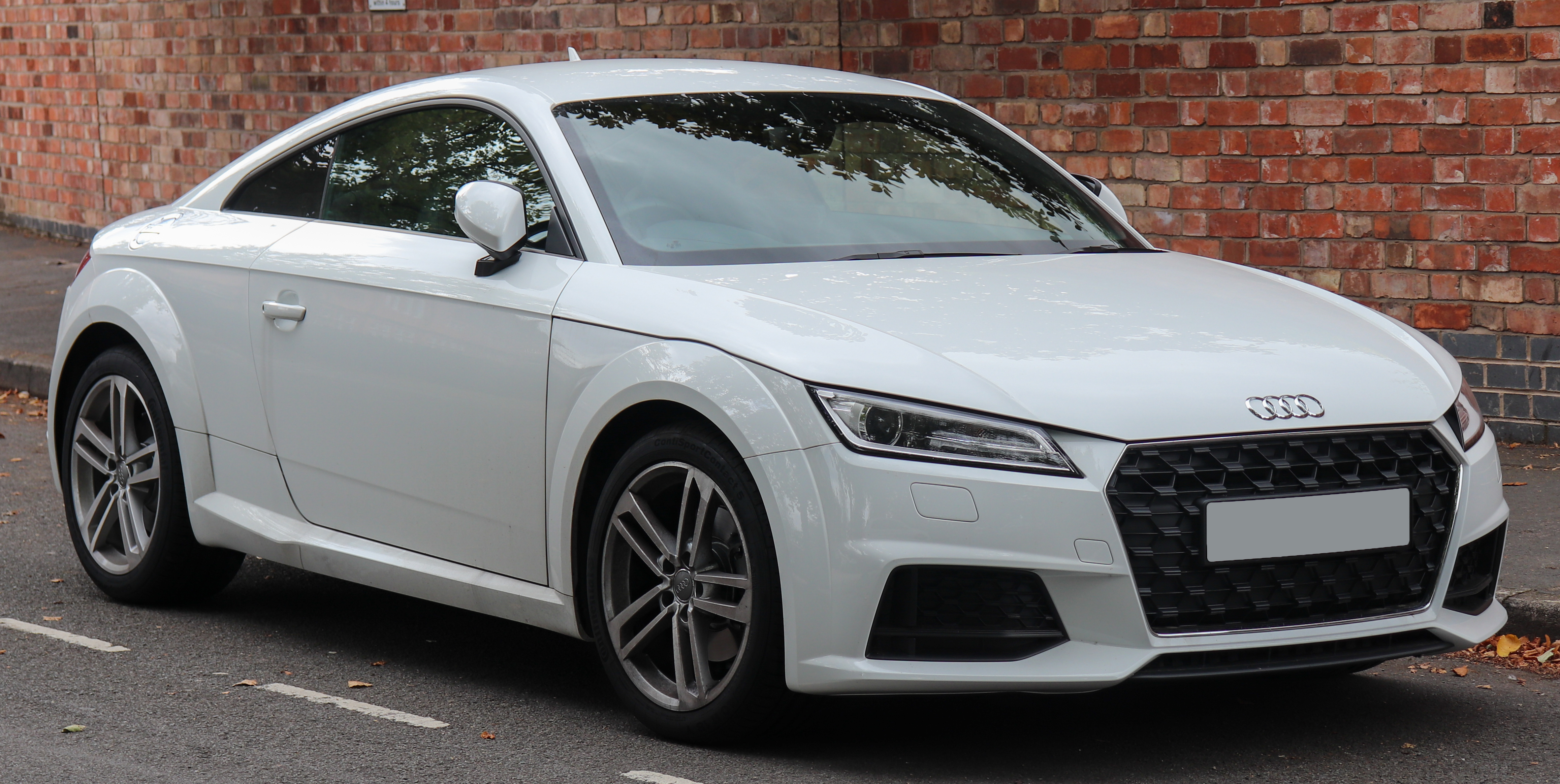
Audi TT III (8S) po liftingu

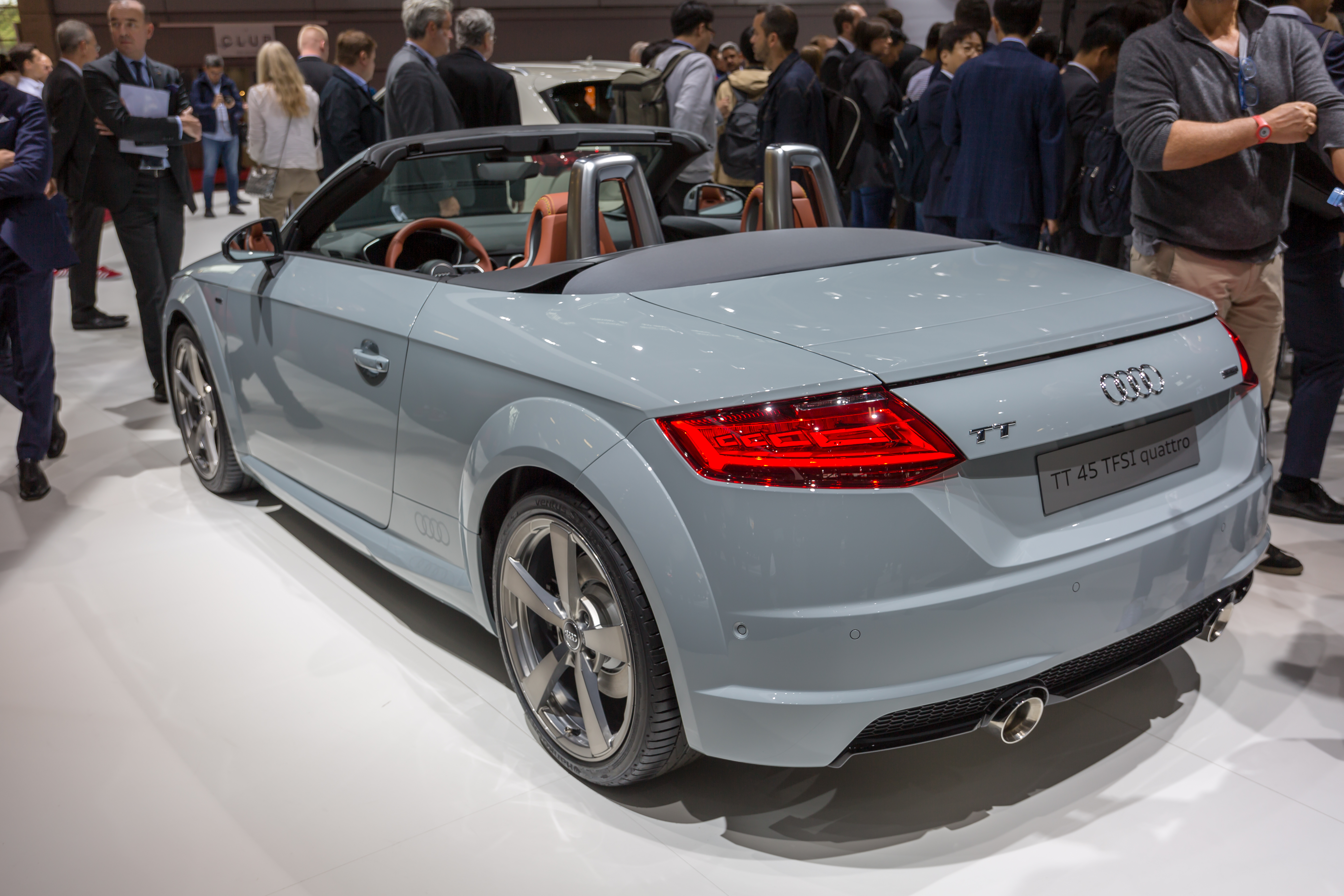
Audi TT Roadster III (8S)

Audi TT III zostało zaprezentowane po raz pierwszy w marcu 2014 roku.
TT trzeciej generacji zostało zaprezentowane podczas targów motoryzacyjnych w Genewie w marcu 2014 roku. Produkcja rozpoczęła się 25 lipca 2014 roku. Samochód wytwarzany jest w węgierskich zakładach Audi Hungaria Motor Krt. w Györ.
Podczas targów w Genewie zaprezentowano także sportową odmianę TTS, którą rozpoznać można po czterech końcówkach układu wydechowego, dyfuzorze i 18-calowych kołach oraz wersję koncepcyjną TT quattro sport concept napędzaną silnikiem 2.0 TFSI o mocy 420 KM.
Pojazd otrzymał spłaszczoną atrapę chłodnicy, nowe LEDowe reflektory ze światłami do jazdy dziennej oraz wirtualną deskę rozdzielczą (virtual cockpit) z ekranem ciekłokrystalicznym o przekątnej 12,3 cala, na której wyświetlać można tradycyjne wskaźniki albo inne informacje, np. komputer pokładowy, system multimedialny, mapę nawigacji. Panelem klimatyzacji kierowca sterować może za pomocą pokręteł umieszczonych w nawiewach.
W 2014 roku podczas targów motoryzacyjnych w Chinach zaprezentowano koncepcyjny model TT Offroad natomiast podczas targów w Paryżu również koncepcyjny pięciodrzwiowy model TT Sportback oraz seryjne TT Roadster i TTS Roadster. Dwa ostatnie pojazdy są kabrioletami wyposażonymi w składany automatycznie miękki dach. Operacja składania i rozkładania trwa tylko 10 sekund i można ją przeprowadzić podczas jazdy z prędkością do 50 km/h. Ich produkcja w zakładach w Györ rozpoczęła się na początku listopada 2014.
W lipcu 2018 roku samochód przeszedł lifting.

### TT RS 40 years of quattro
W październiku 2020 roku Audi zaprezentowało limitowaną do 40 sztuk odmianę 40 years of quattro, powstałą na 40. rocznicę quattro. Dedykowane malowanie auta nawiązuje do modelu Audi Sport quattro S1, którym Walter Rohrl zdobył pierwsze miejsce w wyścigu górskim Pikes Peak w 1987 roku. Samochód zyskał specjalny pakiet aerodynamiczny, za to silnik pozostał bez zmian – wielokrotnie nagradzana w plebiscycie International Engine of the Year 2,5-litrowa jednostka 5-cylindrowa TFSI wciąż wytwarza 400 KM i 480 Nm. Auto rozpędza się 0 do 100 km/h w 3,7 s i potrafi osiągnąć prędkość maksymalną 280 km/h. Cena wyjściowa wynosi 114 040 euro w Niemczech.

### Koniec produkcji
W listopadzie 2018 roku pojawiły się spekulacje na temat rzekomej zmiany koncepcji następcy TT, który w okolicach 2021 roku miałby stać się 4-drzwiowym, sportowym liftbackiem. Przedstawiciele marki niewiele później zdementowali te doniesienia. Ostatecznie, produkcję III po trzech generacjach wygaszono z końcem 2023 roku bez przewidzianego następcy.

### Dane techniczne
- Silniki:

|                                                            | 2.0 TFSI                              | 2.0 TFSI (TTS)                        | 2.0 TDI ultra                        |            |
| ---------------------------------------------------------- | ------------------------------------- | ------------------------------------- | ------------------------------------ | ---------- |
| Dostępność dla zamawiających:                              | od 07/2014                            | od 10/2014                            | od 07/2014                           |            |
| Jednostka napędowa:                                        | Silnik benzynowy                      | Silnik benzynowy                      | Silnik wysokoprężny                  |            |
| Rodzaj silnika:                                            | Rzędowy z wtryskiem bezpośrednim      | Rzędowy z wtryskiem bezpośrednim      | Rzędowy z wtryskiem typu Common Rail |            |
| Doładowanie silnika:                                       | Turbosprężarka                        | Turbosprężarka                        | Turbosprężarka                       |            |
| Cylindry/zawory:                                           | 4/16                                  | 4/16                                  | 4/16                                 |            |
| Pojemność:                                                 | 1984 cm³                              | 1984 cm³                              | 1968 cm³                             |            |
| Moc maksymalna/przy liczbie obrotów na min.−1:             | 169 kW (230 KM)/4500–6200             | 228 kW (310 KM)/5800–6200             | 135 kW (184 KM)/3500–4000            |            |
| Maksymalny moment obrotowy/przy liczbie obrotów na min.−1: | 370 Nm/1600–4300                      | 380 Nm/1800–5700                      | 380 Nm/1750–3250                     |            |
| Rodzaj napędu, standardowo:                                | Napęd na przednią oś                  | Napęd na 4 koła quattro               | Napęd na przednią oś                 |            |
| Rodzaj napędu, opcjonalnie:                                | Napęd na 4 koła quattro               | –                                     | –                                    |            |
| Skrzynia biegów, standardowo:                              | 6-biegowa, manualna                   | 6-biegowa, manualna                   | 6-biegowa, manualna                  |            |
| Skrzynia biegów, opcjonalnie:                              | 6-biegowa, automatyczna S tronic      | 6-biegowa, automatyczna S tronic      |                                      |            |
| Masa własna pojazdu:                                       | 1305–1425 kg                          | 1440–1460 kg                          | 1340–1435 kg                         |            |
| Maksymalna ładowność:                                      | 320–400 kg                            | 320–400 kg                            | 320–400 kg                           | 320–400 kg |
| Przyspieszenie od 0 do 100 km/h:                           | 5,3–6,2 s                             | 4,6–4,9 s                             | 7,1 s                                |            |
| Prędkość maksymalna:                                       | 250 km/h (ograniczona elektronicznie) | 250 km/h (ograniczona elektronicznie) | 237–241 km/h                         |            |
| Średnie spalanie na 100 km w cyklu mieszanym:              | 5,9–6,7 l E95                         | 6,8–7,1 l E95                         | 4,2–4,4 l ON                         |            |
| Średnia emisja CO2 w cyklu mieszanym:                      | 137–154 g/km                          | 157–164 g/km                          | 110–114 g/km                         |            |
| Norma emisji spalin według klasyfikacji UE:                | Euro 6                                | Euro 6                                | Euro 6                               |            |